# Bandiere dell'esercito degli Stati Confederati d'America (teatro occidentale)
Dopo la secessione del Tennessee, la principale linea di difesa degli Stati Confederati d'America nel Teatro Occidentale (definito grosso modo come la porzione della Confederazione compresa fra i Monti Allegheny ed il fiume Mississippi), era situata lungo una linea che andava da Columbus, Kentucky ad ovest, verso est ai Forti Henry e Donelson sui fiumi Tennessee e Cumberland, di lì verso Bowling Green (Kentucky) e ancora verso est fino al Cumberland Gap.
Dopo la caduta di Fort Donelson nel febbraio 1862, i generali Albert Sidney Johnston e Pierre G. T. Beauregard concentrarono i diversi Comandi delle Armate Confederate a Corinth (Mississippi) e le assemblarono in un'Armata costituita da tre Corpi d'Armata e una riserva. Questa Armata fu chiamata Armata confederata del Mississippi. Dopo la campagna del Kentucky nel tardo 1862, fu ribattezzata Armata del Tennessee.

## Bandiere di Battaglia dell'Armata del Mississippi / Armata del Tennessee, 1861 – tardo 1863
I problemi causati dalla somiglianza fra la "Stars and Bars" e la "Stars and Stripes" indusse i comandanti a ovest ad adottare bandiere di battaglia distintive, proprio come era stato fatto in Virginia. In particolare dopo la sconfitta nella battaglia di Mill Springs e dopo la sconfitta di Belmont, la bandiera fu modificata per evitare la confusione con le bandiere unioniste.

### La bandiera di battaglia Polk

Prima realizzazione in seta della bandiera di battaglia modello del generale Leonidas Polk, gennaio 1862

La bandiera di battaglia prodotta dal maggior generale Leonidas Polk era fatta inizialmente tutta di seta, lunga 4 piedi, larga 7,5 - 8 piedi. Il suo disegno consisteva di un campo di azzurro medio inquartato da una croce di San Giorgio (braccia che incrociavano il campo orizzontalmente e verticalmente), direttamente sovrapposta al campo azzurro. Questa croce larga 11 pollici portava tredici stelle bianche a cinque punte, ognuna del diametro di circa 7,5 - 8 pollici, tre su ciascun braccio ed una nel centro della croce. Dato il numero delle stelle si pensa che la loro esecuzione sia successiva all'ammissione del Kentucky nella Confederazione, inizio dicembre 1861.
Le bandiere erano prodotte a Memphis, Tennessee. Quarantacinque di queste bandiere furono spedite da Memphis al Quartiermastro di Polk a Columbus. Sebbene il Generale
Beauregard avesse ordinato una nuova serie di bandiere di battaglia dell'Armata della Virginia settentrionale per il “Corpo d'Armata” di Polk nel marzo 1862, per sostituire le Bandiere distintive azzurre, esse non arrivarono in tempo per la battaglia di Shiloh, ed il Corpo d'Armata di Polk conseguentemente continuò a portare le sue bandiere azzurre durante quei combattimenti.

Variante della Bandiera di Battaglia modello Polk usata dal 22º fanteria dell’Alabama, 1863

Una volta che il generale Beauregard ebbe ceduto il comando dell'Armata del Mississippi al generale Bragg, l'impeto per l'adozione di una uniforme bandiera per l'Armata si dissolse. Il Generale Polk conseguentemente ordinò una nuova serie di bandiere di battaglia distintive che erano simili ai vecchi vessilli di seta. Queste furono distribuite alla Divisione Cheatham del Right Wing il 4 settembre 1862. L'altra Divisione del Right Wing (Withers) non le ricevette queste, il che suggerisce che esse siano state ordinate prima dell'arrivo della Divisione Withers il 15 agosto 1862.
Le nuove bandiere di battaglia "modello Polk" generalmente seguivano il disegno del modello in seta di gennaio ma erano di stamina e cotone ed erano considerevolmente più piccole. Il campo era di stamina di lana azzurro scuro, inquartato da una croce di San Giorgio di stamina di lana rossa, larga 6 pollici, con ai lati un bordo di cotone bianco largo 1,75 - 2 pollici. Solo undici stelle decoravano le braccia della croce, ognuna del diametro di 3 pollici, tre su ciascuno dei bracci orizzontali, due su ciascuno dei verticali ed una in centro.
Dopo lo scioglimento del corpo d'armata Bragg per creare il "Right Wing" ed il "Left Wing" dell'Armata del Mississippi il 15 agosto 1862, la Divisione Wither dell'ex corpo di Bragg fu collocata nel "Right Wing" del Generale Polk. Almeno una brigata di quella divisione evidentemente adottò nuove bandiere di battaglia dopo il trasferimento. Le Bandiere di questa Brigata furono fatte da sarti reggimentali e conseguentemente non erano né di comune dimensione né di comune materiale. Il disegno emulava il "modello Polk" in quanto il campo delle Bandiere era azzurro ed era inquartato da una croce di San Giorgio. Piuttosto che avere una croce rossa con stelle, comunque, le Bandiere portavano una semplice croce di San Giorgio bianca senza stelle. L'estensione dell'adozione delle Bandiere di Battaglia stile Polk da parte degli elementi della ex Divisione Withers è confusa, ma almeno un reggimento, il 10º del Mississippi di un'altra Brigata della Divisione aveva una Bandiera modello Polk con 12 stelle, fatta per esso nel 1863.

### La bandiere di battaglia McCown

Bandiera di Battaglia modello McCown del 30º reggimento di fanteria dell'Arkansas, 1862-1863

Bandiera di Battaglia modello McCown del 39º fanteria della Carolina del Nord, 1863

Nel marzo 1862 e fino ai primi di aprile, l'armata confederata dell'ovest iniziò e completò il suo movimento dagli accampamenti in Arkansas verso Memphis (Tennessee) ed infine Corinth (Mississippi). Come l'armata si mosse e fu riorganizzata su tre divisioni.
Le due brigate che attraversarono il Mississippi furono assegnate al neopromosso maggior generale John McCown. McCown, come si deduce facilmente dal nome, era di origine scozzese, aveva in precedenza comandato una brigata nella 1ª grande divisione del maggior generale Polk e poi le difese intorno a New Madrid e all'Isola N. 10 prima che gli venisse ordinato di presentarsi al generale A.S. Johnston il 26 marzo 1862. Durante la campagna che culminò nell'assedio di Corinth e nella ritirata delle forze confederate, McCown comandò una divisione di due brigate, Cabell (poi Ector) di Texani e Churchill (poi McNair) dell'Arkansas, ognuna su cinque reggimenti o battaglioni.
Quando il generale Earl Van Dorn fu inviato ad assumere il comando delle forze confederate già comandate dal generale Mansfield Lovell, il maggior generale McCown fu promosso al comando dell'armata dell'ovest. Questa promozione irritò gravemente il Comandante dell'Armata del Mississippi, Braxton Bragg, che riteneva McCown responsabile della perdita di New Madrid e dell'Isola N. 10. Per sbarazzarsi del problema, Bragg trasferì McCown a comandare la piazza di Chattanooga, con effetto dal 4 luglio 1862. Le due brigate della sua ex divisione lo avevano preceduto nel Tennessee orientale secondo gli ordini del 27 giugno, e durante la campagna del Kentucky furono comandate dal brigadier generale T.J. Churchill come "3ª Divisione" del maggior generale E. Kirby Smith. Si pensa che la Divisione adottasse la sua bandiera di battaglia distintiva durante la campagna del Kentucky, in un qualche periodo dopo la battaglia di Richmond (Kentucky) in agosto.
La bandiera di battaglia portata dalla Divisione McCown consisteva di un campo azzurro attraversato da angolo ad angolo da una croce di Sant'Andrea bianca. La bandiera copiava così la bandiera nazionale della Scozia. Per distinguere queste bandiere dalla vera bandiera scozzese, furono aggiunti alle bandiere della divisione elementi distintivi. Una bandiera portava un bordo bianco su tutti i lati. Un'altra, di un'unità aggiunta nel 1863, aveva delle sezioni triangolari rosse in ogni angolo. Le bandiere evidentemente furono fatte da sarti reggimentali, e conseguentemente non avevano né dimensioni né materiale in comune. Almeno una fu decorata con un'abbreviazione di unità e due "onori" di battaglia.
Il maggior generale McCown fu sostituito nel comando della sua Divisione il 27 febbraio 1863 e le sue due ex brigate insieme ad un'altra del Tennessee orientale furono trasferite al corpo d'armata Polk dell'armata del Tennessee. Le due brigate originali della divisione evidentemente continuarono a portare le loro bandiere di battaglia azzurre modello McCown nella battaglia di Chickamauga e fino alla primavera del 1864. Nel maggio 1864 la brigata Ector ricevette una serie di bandiere di battaglia dell'armata della Virginia settentrionale portate via da Richmond (Virginia) dal Colonnello Young. Si ritiene che all'incirca nello stesso periodo la brigata McNair abbia ricevuto alcune bandiere rettangolari con dodici stelle conformi al disegno delle bandiere di battaglia dell'armata della Virginia settentrionale dai produttori di Mobile.

### La Bandiera di Battaglia Hardee

Bandiera di Battaglia Hardee/Buckner, primo modello, tardo 1861 o inizio 1862

La terza forza organizzata per la difesa del cuore della Confederazione fu costituita nel settembre 1861 concentrando le forze del brigadier generale Hardee dall'Arkansas con le forze che il Kentucky stava organizzando intorno alla centrale città di Bowling Green. Questa forza fu chiamata "Armata del Kentucky Centrale". Alla fine di ottobre contava due divisioni, la prima sotto il maggior generale Hardee, la seconda sotto il Brigadier Generale Buckner. Alla fine di gennaio 1862 queste forze erano cresciute a tre divisioni e consistevano di quarantatré reggimenti o battaglioni di fanteria, dodici batterie di artiglieria e nove unità maggiori di cavalleria. Mentre le forze di questo comando stazionavano a Bowling Green durante l'inverno 1861-1862, fu creata per loro una bandiera di battaglia distintiva.
Si è affermato nel 1909 che la bandiera fosse stata ispirata dal generale Simon Bolivar Buckner, comandante la 2ª divisione.
La bandiera che ne risultò era effettivamente molto semplice: un campo di cotone azzurro scuro, di misure considerevolmente diverse (dai 2,25 ai 3 piedi di altezza e dai 3,25 ai 3,5 piedi di lunghezza). Nel centro di questo campo era inserito un semplice disco ellittico bianco di circa 16 pollici di altezza per 21 pollici di larghezza. I reggimenti ai quali queste bandiere furono consegnate di solito dipingevano un'abbreviazione reggimentale su questo disco. Queste non avevano bordi ma una manica bianca fu aggiunta a livello reggimentale per assicurarla all'asta. Nonostante sopravvivano poche bandiere della prima realizzazione di questo modello, è sostanziale la prova che questi stemmi furono in uso alla battaglia di Fort Donelson, e si sa con precisione che la brigata Brown del Tennessee l'ha portata insieme con la Bandiera Nazionale Confederata del primo modello.
Dopo la caduta di Fort Donelson l'armata del Kentucky Centrale fu riorganizzata per compensare la perdita delle forze del general Buckner che si erano arrese. La divisione Hardee ed i sopravvissuti della divisione Buckner nella riserva del Kentucky di Breckinridge continuarono a portare la loro bandiera di battaglia distintiva azzurra nella battaglia di Shiloh. La neoricostituita 2ª Divisione sotto il generale Crittenden, non aveva vessilli distintivi quando giunse a Corinth; i reparti assegnati al 3º corpo d'armata di Hardee adottarono le bandiere azzurre che distinguevano il suo comando. Quindi, benché Beauregard avesse ordinato trentun bandiere di battaglia extra da New Orleans con il probabile intento di equipaggiare il corpo d'Armata Hardee con la bandiera di battaglia dell'armata della Virginia settentrionale, a tale sforzo fu opposta resistenza, e quando Beauregard lasciò l'Armata a Bragg, non fu fatto nessuno sforzo per far rispettare l'uniformità della bandiera di battaglia nell'Armata Confederata. Anzi, le vecchie bandiere azzurre fatte in Kentucky furono riparate o rimpiazzate.

#### Secondo modello

Bandiera di Battaglia Hardee secondo modello, 1862

Queste bandiere riparate e rimpiazzate differivano dalle precedenti per l'aggiunta di un bordo bianco, di solito largo 2", intorno a tutti i lati della bandiera. Nel corso dell'estate del 1862, il disco centrale rimase di forma ellittica, con l'asse maggiore in orizzontale e quello minore in verticale. Quando l'armata fu divisa in "Right Wing" sotto il Generale Polk e "Left Wing" sotto il generale Hardee nell'agosto 1862, le forze di Hardee furono rinforzate dalle quattro brigate della Divisione Jones', già del corpo d'armata Bragg.

#### Terzo modello

Bandiera di Battaglia Hardee, terzo modello, 1863

Le nuove unità del "Left Wing" adottarono le bandiere distintive azzurre del vecchio corpo d'armata di Hardee. I sarti reggimentali delle nuove unità furono responsabili della produzione delle loro bandiere, così le dimensioni ed il materiale variavano da reggimento a reggimento. Queste nuove unità fecero le loro bandiere con dischi circolari al posto di quello ellittico. Questi dischi, come quelli del precedente comando di Hardee, erano spesso decorati, con qualsiasi mezzo il reggimento avesse a disposizione, con la designazione abbreviata dell'unità. E conformemente agli ordini che erano iniziati sotto il regime di Beauregard e continuati sotto gli auspici di Bragg, I nomi delle battaglie nelle quali l'unità aveva onorevolmente combattuto vennero dipinti sul campo o sui bordi della bandiera. Alcuni reggimenti, in aggiunta, decorarono le loro bandiere con gli "onori" di battaglia "cannoni incrociati invertiti" che il generale Bragg aveva autorizzato dopo la battaglia di Perryville e quella di Murfreesboro.

#### Quarto modello

Bandiera di Battaglia Hardee, quarto modello, 1863

Sebbene l'aspetto del "Wing" di Hardee dovesse essere nuovamente alterato nel dicembre 1862 in conseguenza della ridenominazione dell'armata del Mississippi in armata del Tennessee il mese precedente, le unità che avevano adottato la Bandiera distintiva di Hardee prima della riorganizzazione di dicembre continuarono a portare la bandiera azzurra indipendentemente dall'inserimento nel Wing di Hardee o in quello di Polk, almeno fino al novembre 1863. Nel frattempo nuove bandiere furono occasionalmente prodotte da sarti reggimentali. In un certo periodo del 1863 venne fuori una quarta variante della bandiera Hardee. Questa nuova variazione ritornava al disco bianco centrale ellittico sul campo azzurro bordato di bianco, ma con l'asse maggiore dell'ellisse in verticale e non più in orizzontale. E mentre molte delle bandiere Hardee del 1863 furono ancora di produzione reggimentale, sembra che nel settembre 1863 il soldato Jacob Gall, Compagnia D, 19º fanteria della Louisiana, che era stato distaccato al quartier generale di Hardee come suo sarto personale il 6 maggio 1863, fu mandato ad Enterprise, Mississippi, dove egli trasformò 38 yards di lana merinos, 30 yards di "domestic" (cotone), ed 8 bobine di filo in "34 Bandiere di Battaglia per il Comando del Ten. Gen. Hardee ". Alcune di queste furono evidentemente distribuite a Demopolis, Alabama, mentre altre si pensa siano state spedite alle forze dell'Armata del Tennessee.
Per di più, sulla base delle caratteristiche di diverse bandiere modello Hardee catturate fra il novembre 1863 ed il giugno 1864, è evidente che molte unità del vecchio corpo d'armata di Hardee non avevano ricevuto le bandiere della produzione di settembre 1863. Invece si pensa che alcune siano state consegnate alla brigata Moore dell'Alabama (37º, 40º e 42º) e di altre si sospetta che siano state date ai resti della divisione Stevenson, dopo il suo cambio e l'assegnazione al corpo d'armata di D.H. Hill (già di Hardee) dell'Armata del Tennessee il 17 ottobre 1863. Ulteriori bandiere della produzione del settembre 1863 possono essere state consegnate non prima del 31 dicembre 1863 almeno al 6º e 7º fanteria della Florida della Brigata Finley ed ai combinati 15º & 37º fanteria del Tennessee della Brigata Bate, ambedue allora nella Divisione Breckenridge, che aveva adottato la bandiera di battaglia Hardee quando assegnato al vecchio corpo d'armata di Hardee dopo il servizio presso Vicksburg nel 1862.
Queste bandiere generalmente misuravano circa 2,75 per 3,25 piedi. I loro campi azzurro scuro erano fatti di lana merinos ed erano rifiniti su tutti i quattro lati da un bordo di cotone bianco largo 2 pollici e mezzo. In centro vi era un'ellisse verticale di cotone bianco, i cui assi erano di 14" per 11". Questo disco era decorato con una designazione abbreviata dell'unità eseguita a livello reggimentale con il materiale disponibile. Poiché non furono finite in tempo per la battaglia di Chickamauga, queste bandiere furono consegnate al tempo dell'assedio di Chattanooga, dove molte andarono perdute.
La bandiera di battaglia Hardee avrebbe perpetuato la sua eredità nelle campagne del 1864 e 1865, quando la divisione Cleburne avrebbe chiesto con successo al generale Joseph E. Johnston di essere esentata dalla distribuzione delle nuove bandiere di battaglia dell'armata della Virginia settentrionale fatte ad Augusta (Georgia), nell'inverno 1863-1864.

### La Bandiera di Battaglia Cassidy nello stile dell'Armata della Virginia settentrionale
Era intenzione dei gen. G.T. Beauregard e Joseph E. Johnston di far sì che la bandiera che avevano adottato in Virginia diventasse standard per tutte le armate confederate. Il primo tentativo di estendere la “Southern Cross” ad altre forze fu del gen. Beauregard. Nel febbraio 1862 egli fu inviato ad ovest per assistere il gen. Albert Sidney Johnston nel dipartimento N. 2 in Tennessee. Fin dal suo arrivo il "Creolo" cominciò a mostrare la sua bandiera portata dalla Virginia e, come comandante in seconda delle forze in quel teatro, cominciò ad emanare ordini per l'adozione di quella bandiera da parte delle truppe del suo comando. Egli fu proprio mortificato nel trovare che diverse Armate dell'area già avevano adottato le proprie bandiere di battaglia distintive, e per le stesse ragioni per le quali l'Armata della Virginia settentrionale aveva adottato le sue. Pertanto la bandiera dell'Est fu rifiutata.
Per quanto riguarda l'armata del Mississippi raccolta a Corinth, Mississippi dopo la caduta dei Forti Henry e Donelson, Beauregard presto ebbe la sua opportunità di far adottare la sua Bandiera alle truppe occidentali. Arrivando da Pensacola e Mobile al comando del gen.Braxton Bragg, quello che sarebbe stato conosciuto come corpo d'armata di Bragg giunse al nord senza una bandiera di battaglia distintiva. Quindi Beauregard fece adottare a queste truppe la “Southern Cross” proveniente dall'est.
Queste nuove bandiere furono ordinate da Beauregard thamite il maggior generale Mansfield Lovell, comandante del "Dipartimento N. 1" in New Orleans. Lovell contrattò con il velaio Henry Cassidy di New Orleans la serie iniziale di bandiere e quelle successive. Cassidy aveva in precedenza prodotto bandiere di stato per la Louisiana, bandiere per la flotta di cannoniere assemblata a New Orleans e numerose bandiere nazionali confederate del primo modello di grandi dimensioni. Fra l'inizio di febbraio e il 29 marzo 1862 Cassidy avrebbe consegnato 132 bandiere di battaglia per il comando di Beauregard in tre separati gruppi, tutte secondo il disegno generale che Beauregard aveva difeso in Virginia.

#### La prima serie: le Bandiere di Battaglia per il Corpo d'armata Bragg

Bandiera di Battaglia tipo Cassidy ANV del 9º Reggimento di fanteria del Mississippi, primo modello, 1862-1863

Il primo gruppo di bandiere era per le forze del generale Braxton Bragg in arrivo dalla Costa del Golfo. Cinquanta bandiere furono consegnate il 25 febbraio 1862 e spedite a Beauregard tramite uno dei Quartiermastri reggimentali delle forze di Bragg. Queste bandiere arrivarono a Jackson (Tennessee) il 3 marzo 1862.
Sebbene basata sul disegno generale dell'armata dell'est, le nuove bandiere di battaglia modello Cassidy differivano da quelle della Virginia in diversi aspetti. I loro campi erano fatti di un tessuto misto lana e cotone rosso, inquartato diagonalmente da una croce di S. Andrea azzurro scuro di materiale simile, la croce era bordata ai lati in cotone bianco per la larghezza di un pollice. Ognuno dei quattro bracci della croce portava tre stelle di seta bianca, in totale dodici. Inoltre, piuttosto che le stelle americanizzate a cinque punte, le bandiere che Cassidy produsse portavano, per correttezza araldica, stelle a sei punte. Infine, un bordo giallo di saio o di stamina rifiniva I tre lati esterni delle Bandiere.
Le prime due serie di bandiere di battaglia modello Cassidy dovevano essere quadrate, ma, una volta che furono aggiunti i bordi a tre soli lati, a causa del fatto che il cotone bianco che rifiniva il quarto lato era sensibilmente più stretto degli altri (circa la metà), le bandiere erano di solito leggermente rettangolari, con l'inferitura più estesa della larghezza.

#### La seconda serie: le Bandiere di Battaglia per il Corpo d'armata Polk
Intendendo che le Bandiere di Battaglia "Southern Cross" dell'Armata della Virginia settentrionale fosse consegnata all'intera armata del Mississippi, l'11 marzo 1862 Beauregard ricordò al generale Leonidas Polk che avrebbe dovuto ordinare nuove bandiere di battaglia per il suo Corpo d'Armata, notando anche che dovevano essere ordinate in tre dimensioni per fanteria, artiglieria e cavalleria. Polk acconsentì al piano di Beauregard, ed il generale Lovell indicò che le nuove Bandiere di Battaglia Polk sarebbero state pronte per il 28 marzo. Il giorno successivo 47 di queste bandiere furono spedite a Polk tramite un Ufficiale del Comando e il 31 ne vennero spedite separatamente altre 4.
Le bandiere viaggiarono per fiume. Il 4 aprile 1862 erano a Memphis, ma Polk disperava di riceverle, credendole perdute. E in effetti il corpo d'armata di Polk avrebbe lasciato Corinth prima che esse potessero arrivare. Come risultato il corpo d'armata di Polk combatté la battaglia di Shiloh con le sue vecchie Bandiere di Battaglia di seta azzurra che erano state fatte a Memphis nel gennaio 1862. Poiché il corpo d'armata di Polk come quello di Hardee portava Bandiere differenti dal piano di Beauregard, fu necessario che ufficiali dei comandi dei corpi d'armata di Polk e di Hardee facessero sfilare in parata le Bandiere distintive dei loro Corpi d'Armata davanti alle truppe in marcia per assicurare il corretto ricongiungimento nella battaglia che stava per cominciare.

#### La terza serie: le sostituzioni

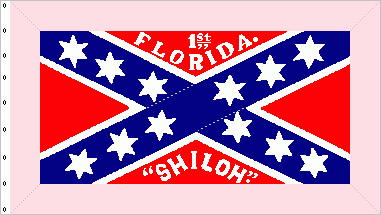
Bandiera di Battaglia stile Cassidy ANV, secondo modello, 1862-1863

Il 3 marzo 1862 Beauregard aveva richiesto che il generale Lovell ordinasse un'altra serie di 31 bandiere di battaglia, in aggiunta a quelle ordinate dal generale Polk. Il Generale Lovell diede quest'ordine a Cassidy il 6 marzo, lo stesso giorno dell'ordine per le bandiere di Polk. Beauregard intendeva queste bandiere di battaglia per il corpo d'armata di Hardee; comunque, come quelle per il corpo d'armata di Polk, queste 31 nuove bandiere di battaglia non arrivarono in tempo per la battaglia di Shiloh. Dopo il ritorno a Corinth non fu fatto evidentemente nessun tentativo di distribuire la terza serie di vessilli alle unità del corpo d'armata Hardee, che continuarono a portare le loro bandiere di battaglia azzurre con la "luna d'argento". Invece la terza serie di Bandiere di battaglia "Southern Cross" di Cassidy furono consegnate come bandiere di rimpiazzo su base di necessità. Diversamente dalla prima e seconda serie di bandiere, solo una dimensione della terza serie venne ordinata. Queste nuove bandiere differivano in due altri aspetti. Invece che quadrate, le Bandiere della terza serie erano definitivamente rettangolari, misurando di solito circa 3,5 per 6 piedi. Altra differenza, il bordo esterno adesso rifiniva tutti i quattro lati. Questo bordo era costituito di seta o stamina rosa, al posto del giallo usato in precedenza, ed era largo 6". Come le due serie precedenti, le bandiere della terza serie portava soltanto 12 stelle bianche di seta o cotone sui bracci della croce, e queste stelle continuavano ad essere a sei punte. Le maniche che rifinivano l'inferitura erano più spesso lavorate con una serie di piccole asole per i legacci.
Sebbene il corpo d'armata di Bragg, che per primo aveva ricevuto le bandiere di battaglia "Southern Cross" di Cassidy, fosse effettivamente sciolto nell'agosto 1862, e le sue vecchie Divisioni fossero divise fra i neocostituiti "Wings" di Polk ed Hardee, le bandiere di battaglia consegnate nel marzo 1862 sarebbero rimaste sporadicamente in servizio fino all'inverno 1863-1864, quando il Generale Joseph E. Johnston avrebbe riesumato il disegno dell'Armata della Virginia settentrionale per l'armata del Tennessee.

## L'Armata occidentale, tardo 1863 - 1865

### La Bandiera di Battaglia dell'Armata del Tennessee

Bandiera di Battaglia dell’Armata del Tennessee, inizio dicembre 1863

Nel tardo novembre 1863 l'armata confederata del Tennessee, che era la vecchia armata del Mississippi, fu sonoramente sconfitta alla battaglia di Missionary Ridge nei pressi di Chattanooga, Tennessee. Rientrò mal ridotta nella Georgia settentrionale, fermando infine la sua ritirata a Dalton, Georgia. Il suo morale era scosso e le diserzioni crebbero drammaticamente. Il suo Comandante per lungo tempo, gen. Braxton Bragg, ne aveva finalmente avuto abbastanza delle liti con i suoi Ufficiali e lasciò il comando delle truppe. Lo sostituì il gen. Joseph E. Johnston, e fin dal suo arrivo a Dalton il 26 dicembre 1863, fece rapidamente il punto del suo nuovo comando e cominciò la lunga strada della ricostituzione dell'Armata.
Fra le priorità del generale Johnston per ristabilire il traballante morale dell'Armata del Tennessee vi era l'adozione di una bandiera di battaglia per tutta l'Armata dello stesso disegno di base che aveva contribuito a creare in Virginia nel 1861 e che era stato appaltato a Mobile mentre egli comandava in Mississippi nel 1863. Per molto tempo si era pensato che Johnston si fosse rivolto al deposito vestiario di Atlanta del dipartimento del quartiermastro confederato per la produzione di queste nuove Bandiere. Invece la scoperta di alcuni telegrammi ha indicato che queste Bandiere furono fatte ad Augusta, Georgia.
Le bandiere erano abbastanza simili nelle dimensioni a due modelli di base, una per fanteria e cavalleria mediamente di 37 per 54 pollici ed una per l'artiglieria mediamente di 30 per 45 pollici. Il bordo bianco intorno alla croce era largo circa 2 pollici ed era spesso completato con “onori” di battaglia. Le stelle erano del diametro di 3,5 - 4 pollici, intervallate di 8 pollici sulla croce larga 6 pollici. Non vi erano bordi esterni e le bandiere avevano l'orlo cucito doppio per evitare sfrangiature.
Il 31 dicembre 1863, nuove bandiere vennero consegnate a due unità della brigata Finley della Florida e ad una unità combinata della brigata Bate della Georgia-Tennessee. Siccome Johnston era arrivato solo quattro giorni prima, e a meno che Platt già avesse bandiere in deposito, sembra improbabile che queste Bandiere fossero del modello di nuova fattura dell'armata della Virginia settentrionale. Le bandiere ricevute dalla brigata Orphan del Kentucky a metà gennaio possono veramente essere state le prime bandiere del nuovo modello. Comunque, sembrerebbe che maggiori consegne della nuova versione rettangolare della bandiera di battaglia dell'armata della Virginia settentrionale non arrivassero prima della fine della prima settimana di febbraio 1864. Durante la seconda settimana di febbraio 1864 almeno 40 nuove bandiere di battaglia furono avviate da Augusta via Atlanta all'armata del Tennessee attendata a Dalton. Altre devono aver seguito durante il restante periodo di febbraio e fino agli inizi di marzo, visto che l'11 marzo 1864 il tenente Generale John Bell Hood emanò il seguente ordine:
"Per evitare pericolose confusioni in azione ogni reggimento dovrà portare la Bandiera di Battaglia Confederata. Il Tenente Generale Comandante può ben comprendere l'orgoglio che molti reggimenti del Corpo d'Armata sentono per altre Bandiere che hanno gloriosamente portato in battaglia, ma gli interessi del servizio sono imperativi."
Queste Bandiere avrebbero prestato servizio per tutta la campagna di Atlanta, con Hood nella campagna del Tennessee e poi nei combattimenti in Carolina del Nord alla fine della guerra.

### La Bandiera di Battaglia del Dipartimento dell'Alabama, Mississippi e Louisiana orientale

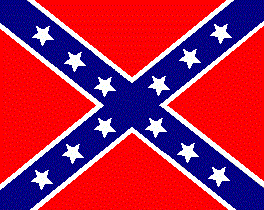
Bandiera di Battaglia del Dipartimento dell’Alabama, Mississippi e Louisiana orientale, 1863

Mobile, Alabama, era stata a lungo la maggior città produttrice di bandiere per le truppe del Sud. Impiegando come fonte privati appaltatori civili, questa città avrebbe rivaleggiato con New Orleans, Charleston e Richmond in termini di Bandiere realizzate privatamente. Il 1864 non fece eccezione, visto che i produttori di bandiere della città avrebbero realizzato il più elevato numero di Bandiere che mai fosse stato loro richiesto.
Pur rassomigliando al modello dell'Armata del Tennessee in quanto rettangolare e priva di bordo esterno, la nuova bandiera portava solo dodici stelle.
In generale le bandiere variavano nelle dimensioni, quelle per la cavalleria di Forrest erano le più piccole. La gamma andava da 42 per 53 pollici a 48 per 55 ;pollici. Le stelle erano uniformi del diametro di 4,5 pollici ed erano intervallate solitamente di 8,5 pollici. Le barre azzurre variavano da 6 a 8,5 pollici di larghezza. Le bandiere di Forrest erano solitamente 37 per 46 pollici e la croce era larga 7 pollici. L'intervallo fra le stelle variava da 6,75 a 7,5 pollici. I bordi esterni avevano un doppio orlo per prevenire le sfrangiature. Su molte bandiere di questo modello l'inferitura era ripiegata e cucita a formare una manica per l'asta.

### La Bandiera di Battaglia Hardee/Cleburne

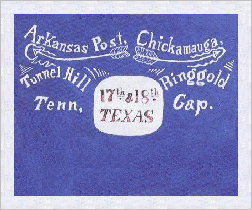
Bandiera di Battaglia Hardee/Cleburne, 1864

Bandiera di Battaglia Hardee/Cleburne (2º tipo), 1864

All'inizio di marzo 1864, poco dopo che il corpo d'armata Hardee dell'armata del Tennessee fu tornato a Dalton dal suo soggiorno in rinforzo dell'armata del Mississippi del Generale Polk, il generale Cleburne chiese che alle quattro brigate della sua divisione fosse permesso di mantenere le bandiere di battaglia distintive azzurre che erano state impiegate dal Corpo d'Armata Hardee per tutto il 1863. Sebbene il generale Joseph E. Johston stesse tentando di imporre una bandiera di battaglia uniforme a tutta l'armata del Tennessee fin dal suo arrivo il 27 dicembre 1863, egli cedette nel caso della divisione Cleburne e permise a quel comando di farsi riconoscere con le bandiere azzurre con disco centrale bianco e bordi bianchi che erano state le loro bandiere distintive fin da Bowling Green nell'inverno 1861-1862.
Come risultato della decisione di Johnston, le unità delle quattro brigate della divisione Cleburne, operanti come ventun comandi separati o consolidati, ricevettero nuove bandiere di battaglia. Il campo di queste bandiere era di flanella di lana, mal colorato in azzurro, contornato su tutti i lati da un bordo di cotone bianco largo 1,5 pollici sui tre lati esterni e 2,5 - 3 pollici dal lato dell'inferitura, da servire anche da manica per l'asta. Le dimensioni totali della bandiera erano di circa 30 per 39 - 40 pollici. Al centro del campo azzurro, applicato da ambo i lati, vi era un disco ellittico di cotone bianco, approssimativamente alto 9,5 pollici e largo 12. Una volta consegnate ai reggimenti in campagna queste Bandiere furono decorate con “onori” di battaglia, incluso quello dei "cannoni incrociati invertiti" (ma con le museruole in alto) se le unità avevano catturato artiglierie in combattimento, ed una abbreviazione reggimentale, di solito nel disco centrale. Con queste bandiere la divisione Cleburne combatté tutta l'ardua campagna di Atlanta.
La campagna di Atlanta scombussolò la divisione Cleburne. Ad Atlanta tre delle sue bandiere furono catturate il 22 luglio ed a Jonesboro il 1º settembre 1864, altre sei andarono perdute. Per rimpiazzare quelle perdute o catturate in battaglia e per provvedere le bandiere per le quattro unità della Brigata Mercer della Georgia che erano state trapiantate nella Divisione il 24 luglio 1864, una nuova serie di bandiere fu preparata per quegli elementi della Divisione che ne erano privi. Queste nuove Bandiere, consegnate prima della campagna di Nashville, erano simili al modello di marzo. I loro campi erano di flanella di lana, mal colorati in azzurro, ed erano contornati su tre lati da un bordo di cotone bianco largo 2 - 2,5 pollici e sul quarto un simile bordo di cotone bianco largo 3 pollici ma doppio, quale manica per l'asta. Le dimensioni totali erano di solito 30 per 38 pollici. Nel centro del campo azzurro, applicato da ambo i lati, vi era un disco circolare di cotone bianco, del diametro di 10,5 - 11 pollici. Alcuni reggimenti decorarono questi dischi con improvvisate abbreviazioni di unità, ma non se ne conoscono con “onori” di battaglia. Queste furono le bandiere ripiegate e nascoste quando l'armata del Tennessee si arrese nell'aprile 1865 a Greensboro (Carolina del Nord).

## Bandiere di Battaglia del Dipartimento Confederato del Mississippi e della Louisiana orientale

### La Bandiera di Battaglia Van Dorn
Il 9 gennaio 1862 il maggior generale Earl Van Dorn fu distaccato dall'armata Confederata del Potomac ed il giorno successivo prese il comando del distretto confederato d'Oltre Mississippi. Dieci giorni dopo arrivò al suo nuovo Quartier Generale nel nord est dell'Arkansas. Poco più di una settimana dopo scrisse al generale Sterling Price, comandante della guardia dello Stato del Missouri: "Avevo fatto fare una Bandiera di Battaglia, una la invio a lei per la nostra Armata. Per piacere ne faccia fare una per ogni reggimento della sua Armata, da portare in battaglia." Prima che potesse avviarsi qualsiasi azione per la confezione di queste Bandiere, intervenne la campagna di Pea Ridge, e l'Armata dell'Ovest andò in battaglia con tutte le varie Bandiere che erano state fatte in precedenza o ricevute in regalo.

Primo modello Van Dorn, Bandiera di Battaglia del 4º Fanteria del Missouri, 1862-1863

Primo modello Van Dorn, Bandiera di Battaglia del 6º Fanteria del Missouri, 1862-1863

Nel giugno 1862 ad una delle due brigate del Missouri che erano state formate dalla Guardia di Stato del Missouri, fu dotata di nuove bandiere distintive. Queste erano di lana merinos e misuravano circa 3,5 per 5,5 - 6 piedi. Il campo era bordato per tre lati da una pesante frangia di lana larga 3 pollici. Nell'angolo superiore vicino all'inferitura (in onore del Missouri) vi era una mezzaluna bianca con le punte inclinate verso l'alto e verso l'inferitura. Tredici stelle bianche a cinque punte erano sparpagliate a casacciop sul campo rosso.
Per rifornire il resto dell'armata il Generale Price (che era succeduto al Generale Van Dorn nel comando dell'Armata il 3 luglio 1862, dopo che Van Dorn era stato trasferito al comando del distretto del Mississippi ed all'Armata del Tennessee occidentale), ordinò nuove bandiere di battaglia conformi al modello dell'Armata dell'Ovest.

Secondo modello Van Dorn, Bandiera di Battaglia del 40º Fanteria del Mississippi, 1862-1863

L'armata dell'Ovest continuò a fregiarsi della bandiera di battaglia Van Dorn fino alla primavera del 1863. Le unità del Missouri nel dipartimento del Mississippi e della Louisiana orientale abbandonarono la vecchia bandiera nel maggio 1863, le unità dell'Arkansas della vecchia Armata dell'Ovest ancora la portavano nella Campagna di Vicksburg.

### Le Bandiere di Battaglia della Divisione Breckinridge /Armata del Tennessee occidentale

Bandiera di Battaglia della Divisione di Riserva Breckinridge

Una delle due forze principali che costituivano l'Armata Centrale del Kentucky nel tardo autunno del 1861 era una forza di volontari del Kentucky che formava parte della divisione del maggior generale Simon Bolivar Buckner. Con la resa del generale Buckner a Fort Donelson (insieme con il 2º fanteria del Kentucky della sua Divisione), i restanti reggimenti del Kentucky (dal 3º al 6º reggimento) furono riuniti in una Brigata al comando del brigadier Generale John C. Breckinridge, che divenne la riserva dell'armata centrale del Kentucky. Quando questa forza terminò la ritirata dopo la rottura della Linea del Kentucky, fu unita a due altre brigate per formare il Corpo d'Armata di Riserva Breckinridge dell'armata del Mississippi, e come tale combatté la battaglia di Shiloh.
Le tre brigate che formavano questo corpo d'armata di Riserva erano state tratte da parti diverse e conseguentemente portavano una varietà di bandiere. I kentuckiani di Breckinridge più spesso avevano il tipo azzurro "Hardee" che il Generale Buckner aveva escogitato a Bolling Green, ma le due unità dell'Alabama che erano state aggiunte alla brigata a Corinth ancora issavano la Bandiera Nazionale Confederata del primo modello. I quattro reggimenti della brigata Bowen avevano servito nella 1ª Grande Divisione di Polk del Dipartimento N. 2, e come tali dovevano avere le bandiere di battaglia in seta azzurra "modello Polk " che erano stat distribuite alle unità sotto il comando di Polk a Columbus, Kentucky all'inizio di febbraio 1862. La terza Brigata, al comando del Colonnello W.S. Statham, era composta dalle forze che erano state sconfitte a Mill Springs, Kentucky a gennaio. Queste unità portavano ancora le loro bandiere nazionali del primo modello.
Il 26 aprile 1862 furono apportati dei cambiamenti all'organizzazione dell'armata confederata del Mississippi che includevano il trasferimento del 7º fanteria del Kentucky e del 35º fanteria dell'Alabama al corpo d'armata di riserva di Breckinridge. Questi rinforzi spinsero Breckinridge a dividere I Kentuckiani della Divisione in due Brigate, una costituita dal 4º Battaglione e dal 31º fanteria dell'Alabama e del 4º e 9º (poi chiamato 5º) del Kentucky ed un'altra Brigata che includeva il 3º, il 6º ed il 7º Kentucky con il 35º fanteria dell'Alabama. La composizione delle altre due Brigate della Riserva rimase com'era a Shiloh.
Sopravvivono bandiere identificate come del 3º (tentativo), 4º e 6º fanteria del Kentucky, in lana con il campo azzurro scuro approssimativamente di 5,5 per 6,5 - 7,25 piedi. Nel centro del campo azzurro di queste tre bandiere è applicata una croce latina rossa in misto lana-cotone, alta quasi quanto la Bandiera. Sette stelle a cinque punte bianche decorano la parte superiore di questa croce, mentre tre stelle simili sono applicate a ciascun lato dei bracci della croce, per un totale di tredici stelle.
Sotto queste bandiere, la divisione Breckinridge combatté la battaglia di Baton Rouge in agosto e collaborò alla difesa iniziale di Vicksburg. Durante la campagna in Mississippi la Divisione Breckinridge fu riorganizzata in tre Brigate, con le forze del Kentucky concentrate nella 1ª Brigata mentre le unità del Tennessee che avevano servito a Mill Springs furono divise fra le altre due Brigate, rinforzate da nuove unità. Il 28 ottobre 1862 il comando di Breckinridge fu ribattezzato in "Armata del Medio Tennessee"; comunque questa denominazione ebbe vita breve. Nelle prime settimane di novembre 1862 questa forza fu assegnata all'Ala Polk Wing dell'Armata del Tennessee, e il 12 dicembre le Divisioni furono riorganizzate in quattro Brigate nel Corpo d'Armata Hardee. A quel tempo furono preparate nuove Bandiere di Battaglia conformi alle Bandiere distintive azzurre comuni nel Corpo d'Armata Hardee. Le vecchie " Bandiere di Battaglia Breckinridge " furono ritirate in questo periodo.

### Le Bandiere di Battaglia con la Croce Bianca della Guarnigione di Vicksburg
Il 10 ottobre 1862 il neo promosso tenente generale John Clifford Pemberton, che si era appena alienato il potere politico della Carolina del Sud, fu assegnato al comando del nuovo Dipartimento Confederato del Mississippi e Louisiana orientale, appena riavutosi dalle disastrose battaglie di Corinth ed Hatchie Bridge. Pemberton, già ufficiale dell'Esercito dell'Unione in Pennsylvania, che aveva sposato in una famiglia della Virginia e seguito la sua sposa nello Stato natio fuori dall'Unione, durante il comando in Carolina del Sud non si era mostrato disposto ad adottare una Bandiera di Battaglia speciale per le sue forze. Egli si era invece rivolto a privati per provvedere Bandiere Nazionali Confederate del primo modello per le unità al suo comando. È pertanto sorprendente che parti della sua Armata in Mississippi ed a Vicksburg adottassero modelli distintivi di bandiera di battaglia di almeno due tipi, ambedue con la "Croce Latina " quale elemento principale.
Piuttosto, il processo può essere stato innescato dalla vicinanza della divisione Breckinridge prima della sua assunzione di comando. Almeno metà della Divisione Breckinridge portava bandiere di battaglia distintive azzurro scuro con una croce latina rossa impreziosita da tredici stelle bianche durante la campagna a Baton Rouge e i primi scontri a Vicksburg. Uno dei reggimenti della divisione Breckingridge, il 31º dell'Alabama, fu più tardi trasferito alla guarnigione di Vicksburg. Può essere più di una coincidenza che la prima Bandiera Nazionale che quell'unità perse alla battaglia di Baker's Creek portasse nel cantone una croce latina bianca in congiunzione con un motto e con le stelle.

#### Bandiere della Divisione Bowen – Le Brigate del Missouri

Bandiera di Battaglia del 1º Cavalleria del Missouri, 1863

Basandosi sulla bandiera del 1º Cavalleria (smontato) del Missouri, catturata al Big Black River Bridge il 17 maggio 1863 e di un'altra arresasi a Vicksburg, le Bandiere dei reggimenti e battaglioni del Missouri a Vicksburg erano rettangolari, circa 3,25 - 3,75 per 4,25 piedi. Erano fatte di stamina azzurro scuro con un bordo rosso largo 4,5 pollici su tre lati. Diritta nel campo azzurro nella metà dalla parte dell'inferitura vi era una “croce latina” bianca, alta circa 18 pollici.
Nell'illustrazione di Theodore Davis sulle cerimonie di resa a Vicksburg che apparvero più tardi sullo Harpers Weekly il 3 agosto 1863, Davis mostra le forze che escono dalle difese Confederate portando almeno tre Bandiere rettangolari con bordi su tre lati ed una "croce latina" verticale verso l'inferitura. Mentre si era pensato che queste Bandiere fossero Bandiere di Battaglia del Missouri, la signora Mary Bowen, vedova del Comandante di Divisione John Bowen più tardi confessò che ella personalmente aveva contrabbandato due Bandiere di Battaglia del Missouri fuori Vicksburg in un'ambulanza con la signora Bannon. Si pensa che invece le Bandiere illustrate da Davis fossero un'altra variante della bandiera di battaglia "Croce Bianca" portate a Vicksburg da alcuni elementi della divisione Stevenson.

#### Divisione Stevenson – Le Bandiere della Brigata Cummings

Ricostruzione della Bandiera di Battaglia dei Reggimenti della Brigata Cummings, 1863

Un resoconto della cerimonia di resa di Vicksburg di un corrispondente del nord, più tardi ripreso da Moore ne "La Guerra Civile nei Canti e nella Storia", finiva con il commento: "Era chiaro che Pemberton aveva un'Armata splendida. Le loro bandiere erano di un tipo nuovo per me, tutte quelle che ho visto erano quasi tutte delle stesse dimensioni dei nostri colori reggimentali, tutte in tinta unita rossa con una croce bianca al centro." In effetti, una Bandiera che corrisponde a questa descrizione fu evidentemente salvata a Vicksburg, ma solo per essere persa quattro mesi più tardi a Lookout Mountain. Questa, identificata per quella del 39º fanteria della Georgia, ha un campo rosso di stamina con una croce latina bianca al centro del frammento che ne rimane. A giudicare dalle dimensioni della croce la bandiera era probabilmente delle stesse dimensioni delle bandiere del Missouri e probabilmente aveva un bordo giallo o bianco. Non si sa se le altre tre brigate (Barton, Georgia, Tracy, Alabama, o Reynold, Tennessee) avessero Bandiere simili; comunque vale la pena notare che il 31º fanteria dell'Alabama,perse alla battaglia di Baker's Creek il 16 maggio 1863 una bandiera nazionale Confederata del primo modello che recava nel cantone una croce latina bianca.

Ricostruzione della Bandiera del Quartier Generale del Generale Dabney Maury, Mobile, Alabama, 1864

Le limitate prove riguardanti le bandiere di battaglia rosse con la croce latina bianca suggeriscono che questo modello stava lentamente entrando in uso quando cominciò l'assedio. Un membro del 3º fanteria della Louisiana rammentava dopo la guerra che il suo reggimento finalmente ricevette una Bandiera conforme al concetto generale delle bandiere di battaglia a Vicksburg nel febbraio 1865, che egli descrive così: "Aveva il campo rosso bordato di giallo, con una larga e pesante frangia dorata. Nel centro vi erano due Cartigli azzurri, quasi a formare una X, con ricamati in filo di seta giallo i motti: 'Oak Hills,' 'Elk Horn,' 'Iuka,' e 'Corinth.' Nell'angolo superioredestro vi era una croce di seta bianca sovrastata da dodici stelle di filetto giallo oro, bordate di filo nero di velluto. La bandiera era di seta fine, gli ornamenti del materiale più fine e costoso. Essa sfuggì alla disgrazia di entrare a Vicksburg per puro caso, e raggiunse il reggimento quando esso cominciò a riassemblarsi al Parole Camp ad Enterprise.
Le Bandiere di Battaglia con la croce bianca furono evidentemente in uso almeno parziale a Vicksburg. Esse avrebbero anche influenzato l'adozione di simili Bandiere di Battaglia da parte delle Brigate del Missouri nel Dipartimento Confederato d'Oltre Mississippi. Si spera di scoprire ulteriori dati sulla loro origine e sulla loro realizzazione.